# 科瓦鲁维亚斯
科瓦鲁维亚斯，是西班牙卡斯蒂利亚-莱昂布尔戈斯省的一个市镇。总面积41平方公里，总人口618人（2001年），人口密度15人/平方公里。